# Visar Musliu
Visar Musliu (* 13. November 1994 in Gostivar; mazedonisch Висар Муслиу) ist ein nordmazedonischer Fußballspieler. Der Innenverteidiger spielt seit 2025 für die VV St. Truiden.

## Karriere

### Verein

#### Beginn bei KF Renova
Musliu, der der albanischen Minderheit in Nordmazedonien angehört, spielte in seiner Jugend für den KF Gostivari. Im Juli 2011 wechselte er in die Herrenabteilung von KF Renova. Dort kam er in seiner ersten Saison nicht zum Einsatz und wechselte deshalb auf Leihbasis für ein halbes Jahr erneut zu seinem Ausbildungsverein KF Gostivari. Nach Ablauf der Leihe kehrte er zu Renova zurück. Dort stand er zunächst wieder nicht auf dem Platz, debütierte dann aber im Mai 2013 in der Prva Makedonska Liga. In der Folge kam er in dieser Spielzeit noch vier weitere Male zum Einsatz – jeweils über die volle Distanz. In der nachfolgenden Saison konnte er sich als Stammspieler etablieren, absolvierte 24 von 33 möglichen Ligaspielen und stand hier jeweils in der Startelf.
Im Sommer 2014 schloss er sich der U21 des FC St. Gallen an und unterschrieb einen Vertrag über vier Jahre. In der Schweiz erhielt er aber zunächst keine Arbeitserlaubnis, weshalb er nach einem halben Jahr auf Leihbasis zu seinem ehemaligen Verein KF Renova wechselte. Dort war er erneut Stammkraft und bestritt 13 Partien. Im Anschluss kehrte der Spieler zunächst in die Schweiz zurück, da aber weiterhin keine Arbeitserlaubnis für den Nordmazedonier vorlag, wurde er erneut an Renova verliehen – auf unbestimmte Dauer. Dort kam er in der Saison 2015/16 erstmals auf internationalem Terrain in der Qualifikation zur UEFA Europa League zum Einsatz. Mit seiner Mannschaft scheiterte er in der ersten Runde gegen den FC Dacia Chișinău. Auch in der Liga stand er in 30 von 33 Fällen auf dem Feld. Im Sommer 2016 wollte St. Gallen den Innenverteidiger dann an Rabotnički Skopje verkaufen, sein Leihverein behauptete aber, dass die Transferrechte an Musliu ihnen gehören würden. Daraufhin blieb der Spieler auch in der folgenden Saison bei KF Renova. Diese verbrachte er erneut als Stammspieler, in der Prva Makedonska Liga kam er zu 33 Einsätzen – hiervon 30-mal über die volle Distanz.

#### Wechsel und Meisterschaft mit Vardar Skopje
Im Sommer 2017 verschenkte St. Gallen den Spieler an den nordmazedonischen Meister der abgelaufenen Saison Vardar Skopje, um die komplizierte Vertragssituation zu lösen. In Skopje etablierte er sich schnell und konnte bis zur Winterpause elf Ligaspiele absolvieren, unterbrochen von einer einmonatigen Verletzungspause. Weiterhin qualifizierte er sich mit seiner Mannschaft für die Gruppenphase der Europa League, in der sie allerdings als Gruppenletzter ausschieden. Bereits im Januar 2018 endete seine Zeit in der nordmazedonischen Hauptstadt wieder und er wechselte in den Kosovo zum FC Prishtina. Diese verliehen ihn unmittelbar in sein Heimatland an KF Shkëndija zurück. Für den Klubi Futbollistik Shkëndija absolvierte er bis Saisonende 15 Spiele und gewann mit seiner Mannschaft die nordmazedonische Meisterschaft. Nach Ablauf der Saison und somit der Leihe verpflichtete der Verein ihn fest. In der Saison 2018/19 spielte der Innenverteidiger mit seiner Mannschaft in der Qualifikation für die UEFA Champions League und scheiterte nach vorherigem Weiterkommen gegen den The New Saints FC und Sheriff Tiraspol am FC Red Bull Salzburg. In den darauffolgenden Play-offs für die Europa League scheiterte man an Rosenborg Trondheim. In der Liga konnte er 29 der 36 Spiele bestreiten und wurde erneut mit seinem Team Meister. Vor allem gegen Ende der Saison gehörte er häufiger nicht mehr dem Kader an, trotzdem erhielt er die Auszeichnung zum Spieler des Jahres in Nordmazedonien.

#### Erste Stationen im Ausland
Im August 2019 entschloss er sich daraufhin zu einem Wechsel nach Ungarn zum Fehérvár FC. Fehérvár überwies KF Shkëndija für den Transfer 400 Tausend Euro. Dort kam er in den ersten drei Spielen nicht zum Einsatz, entwickelte sich im Anschluss aber zum Stammspieler und konnte noch 26 Ligaspiele für die Ungarn absolvieren. Neben der Vizemeisterschaft erreichten sie im Pokal das Halbfinale und schieden dort aufgrund der Auswärtstorregel gegen Mezőkövesd-Zsóry SE aus. Die folgende Spielzeit begann mit Qualifikationsrunden für die UEFA Europa League, in denen sich die Mannschaft zunächst gegen Bohemians Dublin, Hibernians Paola und den französischen Vertreter Stade Reims durchsetzen konnte, aber schließlich in den Play-offs an Standard Lüttich scheiterte. In der Liga stand der Nordmazedonier erneut in 26 Partien auf dem Platz. Im Ungarischen Fußballpokal verlor er mit seiner Mannschaft das Endspiel gegen Újpest Budapest mit 0:1 nach Verlängerung. In der Saison 2021/22 kam er in der Hinrunde aufgrund einer Verletzung seltener zum Einsatz. Anfang 2022 wechselte Musliu zum FC Ingolstadt 04. Auch hier war er direkt als Stammspieler gesetzt. Er blieb dort für ein Jahr, bevor er im Juni 2023 zum SC Paderborn 07 wechselte. Im Februar 2025 wechselte er nach Belgien zur VV St. Truiden. Hier kam er in seiner ersten Saison auf 9 von 12 möglichen Ligaspielen.

### Nationalmannschaft
Musliu spielte für unterschiedliche Jugendnationalmannschaften der Republik Nordmazedonien. So absolvierte er für die U17 sieben Spiele, für die U19 neun Spiele. Mit der U21 nahm er 2017 an der Europameisterschaft in Polen teil. Wenige Monate nach dem letzten EM-Spiel debütierte er im September 2017 für die A-Nationalmannschaft im WM-Qualifikationsspiel gegen Israel. 2021 nahm er mit der nordmazedonischen Nationalmannschaft an der Europameisterschaft teil.